# Nouvelles inattendues
Nouvelles inattendues est un recueil de nouvelles de Georges Simenon, paru en 2014 uniquement en version numérique.

## Liste des nouvelles du recueil
- Les Mystères du Grand Saint-Georges
  - Bien qu’en état d’ébriété comme toujours, Schultz, cocher de son état, remarqua que le client qu’il avait conduit à l’hôtel Grand-Saint-Georges n’était pas comme les autres : il semait de gros billets, se faisait conduire malgré la neige dans des bourgades isolées, et l’on mourait dans son sillage, souvent indirectement. Schultz lui-même, victime d’une homonymie, faillit être la victime de la vengeance de ce client, dont quelques habitants, quand il était jeune, avaient assassiné sa mère et sa sœur. Mais peu rancunier, il l’aida à fuir quand sa mission fut terminée.
- La Chanteuse de Pigalle
  - Jo-le-Chauve, gravement blessé lors de l’attaque d’un encaisseur, a trouvé refuge au Pélican, une boite de Montmartre où danse sa compagne. Mais la chanteuse le découvre et se fait assassiner. Sa remplaçante disparaît. La fille d’un ancien commissaire du Quai des Orfèvres se fait embaucher à sa place et permet à la police d’arrêter tout ce beau monde.
- L’Invalide à la tête de bois
  - La fille adoptive d’un ancien commissaire de la PJ, devenu invalide le jour de sa retraite par la faute d’une balle de révolver, suit par curiosité un de ses visiteurs, qui est assassiné sous ses yeux. En remontant la piste, elle découvre et fait arrêter celui qui était responsable de la mort de ses parents, et du coup de feu contre son père adoptif.
- Le Gros Lot
  - Charles Perrin a gagné le gros lot à la Loterie. Il n’en dit rien à sa femme, passe ses matinées à la Bibliothèque Nationale et ses après-midi à jouer au billard, tout en inventant des augmentations et des promotions qui lui permettent d’améliorer le niveau de vie de sa famille. Mais un jour la vérité est découverte…
- Le Capitaine Philps et les Petits Cochons … suivi de L’histoire de deux Canaques et d’une belle fille qui voulaient voir Tahiti la Grande
  - Philips, breton malgré son nom, persuade les habitants d’un atoll de rassembler leurs cochons sur un îlot pour se protéger d’une épidémie. Bien entendu, il va les voler. Dix ans plus tard, après des « ennuis », il vend des journaux à Sydney et remet tous les samedis sa paie à sa femme, ramenée de là-bas.
  - Trois jeunes polynésiens s’emparent du bateau du percepteur pour aller vivre à Tahiti, leur rêve. Ils prennent soin de renvoyer le bateau, et donc ne comprennent pas pourquoi on veut les jeter en prison.
- La Pipe de Maigret

## Éditions
- Les Mystères du Grand Saint-Georges
  - Police-Film Police-Roman avec des illustrations in-texte de Raymond Moritz, n° 44, 24 février 1939
  - Tout  Simenon, tome 24, Omnibus, 2003  (ISBN 978-2-258-06109-5)
  - Nouvelles secrètes et policières, tome 1, 1929-1938, Omnibus, 2014   (ISBN 978-2-258-10750-2)
  - Nouvelles inattendues, Omnibus, 2014 (format ePub)  (ISBN 978-2-258-11340-4)
- La Chanteuse de Pigalle
  - Tout Simenon, tome 12, Omnibus, 2003  (ISBN 978-2-258-06053-1)
  - Nouvelles secrètes et policières, tome 2, 1938-1953, Omnibus, 2014  (ISBN 978-2-258-10751-9)
  - Nouvelles inattendues, Omnibus, 2014 (format ePub)  (ISBN 978-2-258-11340-4)
- L’Invalide à la tête de bois
  - Tout Simenon, tome 12, Omnibus, 2003  (ISBN 978-2-258-06053-1)
  - Nouvelles secrètes et policières, tome 2, 1938-1953, Omnibus, 2014  (ISBN 978-2-258-10751-9)
  - Nouvelles inattendues, Omnibus, 2014 (format ePub)  (ISBN 978-2-258-11340-4)
- Le Gros Lot
  - Tout Simenon, tome 12, Omnibus, 2003  (ISBN 978-2-258-06053-1)
  - Nouvelles secrètes et policières, tome 2, 1938-1953, Omnibus, 2014  (ISBN 978-2-258-10751-9)
  - Nouvelles inattendues, Omnibus, 2014 (format ePub)  (ISBN 978-2-258-11340-4)
- Le Capitaine Philips et les Petits Cochons … suivi de L’histoire de deux Canaques et d’une belle fille qui voulaient voir Tahiti la Grande
  - Paris Soir, juin 1935
  - Tout Simenon, tome 20, Omnibus, 2003  (ISBN 978-2-258-06105-7)
  - Nouvelles secrètes et policières, tome 1, 1929-1938, Omnibus, 2014  (ISBN 978-2-258-10750-2)
  - Nouvelles inattendues, Omnibus, 2014 (format ePub)  (ISBN 978-2-258-11340-4)